# オライオン (戦艦)
|          |                                                      |
| 艦歴     |                                                      |
| 発注     | 1909年                                               |
| 起工     | 1909年11月29日                                       |
| 進水     | 1910年8月20日                                        |
| 就役     | 1912年1月                                            |
| 退役     | 1922年                                               |
| その後   | スクラップとして売却                                 |
| 除籍     | 1922年                                               |
| 性能諸元 |                                                      |
| 排水量   | 基準 22,000 トン、満載 25,870 トン                   |
| 全長     | 581 ft (177.1 m)                                     |
| 全幅     | 88 ft (26.8 m)                                       |
| 吃水     | 24 ft (7.3 m)                                        |
| 機関     | 蒸気タービン、18缶、4軸推進、27,000 hp               |
| 最大速   | 21ノット                                             |
| 乗員     | 750 - 1,100名                                        |
| 兵装     | 13.5インチ砲10門 4インチ砲16門 21インチ魚雷発射管3門 |

オライオン (HMS Orion) はイギリス海軍の戦艦。オライオン級の1番艦。

## 艦歴
1909年11月29日起工。1910年8月20日進水。1912年1月2日就役。初の超弩級戦艦である。
第一次世界大戦時、「オライオン」はスカパ・フローを基地とするグランドフリートの第2戦艦戦隊に所属しており、1916年5月31日のユトランド沖海戦に参加したが、その時は損害は受けなかった。
ワシントン海軍軍縮条約により、「オライオン」は1922年に退役しスクラップとして売却された。